# Antónios Trakatéllis
Antónios Trakatéllis (en grec moderne : Αντώνιος Τρακατέλλης), né le 4 septembre 1931 à Thessalonique, est un homme politique grec membre de Nouvelle Démocratie. Il fut député au Parlement européen dans le Groupe du Parti populaire européen et des démocrates européens (PPE-DE) de 1994 à 2009. Il a notamment été président de plusieurs délégations, ainsi que vice-président du parlement de 2004 à 2007.